# Dândi

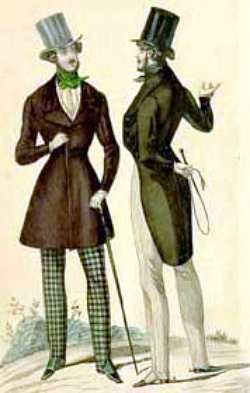
Dândis franceses da década de 1830

Costumava-se denominar dândi, (em inglês, dandy) aquele homem de bom gosto e fantástico senso estético, mas que não necessariamente pertencia à nobreza.
O dândi é o cavalheiro perfeito, um homem que escolhe viver a vida de maneira intensa. Como uma máscara, ou um símbolo, é uma subespécie de intelectual que dá um enorme valor e atenção ao esteticismo e à beleza dos pormenores. É um pensador, contudo diletante, ocupando o seu tempo com lazer, atividades lúdicas e ociosas. Tem uma obsessão pela classe e é um dissidente do vulgar.
Este termo, atualmente, alterou semântica e deturpou-se em significado vulgar, dado àqueles que dão cuidados extremados às aparências. Segundo o Dicionário Houaiss da língua portuguesa: ''homem que tem preocupação exagerada com a aparência pessoal''. Significados modernos no meio artístico incluem a canção Dandy, de Belchior, A revolta dos dândis da banda Engenheiros do Hawaii, Sândalo de Dândi, da banda Metrô e "Tanto", do grupo Skank.

## Dândis Famosos
- Oscar Wilde
- Beau Brummell (George Brummell)
- Lord Byron
- Filipe Capuano
- Lord Edmonton Oxford
- George Lamb
- João do Rio
- Charles Cosac
- Charles Baudelaire
- João Rasteiro